# Matthew Ridenton
Matthew George Robert Ridenton (Auckland, 11 marzo 1996) è un calciatore neozelandese, centrocampista del Queensland Lions.

## Carriera

### Club
Ha sempre giocato in squadre neozelandesi.

### Nazionale
Ha vinto la Coppa delle nazioni oceaniane nel 2016 con la propria Nazionale.

## Palmarès

### Club

#### Competizioni internazionali
- OFC Champions League: 1

Auckland City: 2012-2013

### Nazionale
- Coppa d'Oceania: 1

Papua Nuova Guinea 2016